# Apocalyptische literatuur
Apocalyptische literatuur is een verzamelnaam voor een omvangrijke serie werken die tussen de tweede eeuw v.Chr. en de tweede eeuw n.Chr. verschenen en die worden gekenmerkt door typische reflecties op het einde van de wereld en andere mysterieuze zaken. De term wordt gebruikt vanaf de tweede eeuw n.Chr., waarschijnlijk afgeleid van het openingswoord van de Openbaring van Johannes: Αποκάλυψις (Apokalupsis, "openbaring").

## Kenmerken
In aanmerking genomen dat deze werken in drie tot vier eeuwen tot stand zijn gekomen, is het generiek beschrijven van hun kenmerken uiteraard een hachelijke zaak. Toch zijn er enkele kenmerken die zonder veel weerspraak kunnen worden geïsoleerd:

### Stijl
PseudonimiteitBijna alle geschriften in dit genre zijn op naam van een eerbiedwaardig persoon uit de oudheid gezet, zoals Adam, Henoch, Abraham, de twaalf patriarchen waarnaar de twaalf stammen van de Israëlieten werden vernoemd, Mozes en Elia. Door het (fictief) toeschrijven aan een onomstreden "grootheid" kregen de werken groot gezag. Als ten slotte het visioen wordt "verzegeld", dan moet de inhoud wel betrouwbaar zijn (Daniël 8:26; 12:9; 4 Ezra 12:37).
Gebruik van samengestelde, artificiële beeldenEen voorbeeld hiervan is het standbeeld van goud, zilver, etc. in het visioen van de vier koninkrijken van Daniël in Daniël 2. Vooral het gebruik van dieren voor bepaalde personen, bevolkingsgroepen of landen is kenmerkend. Vaak zijn dit ook mytische wezens of fabeldieren, zoals draken, of samengestelde dieren zoals een leeuw met adelaarsvleugels (Daniël 7:4) of een panter met vier vogelvleugels en vier koppen (Daniël 7:6).
Visionair karakterDe auteurs beweren allen bepaalde taferelen te hebben "gezien" (zie bijvoorbeeld Daniël 7:8). Vaak wordt vermeld dat een engel aanwezig was of zelfs de beelden toonde en uitleg gaf, soms is er sprake van een gesprek tussen engel en ziener. Meestal komen passages met regelmaat terug, zoals "Toen zag ik en zie..." of het in zwijm vallen aan het einde van een visioen.
AansporingenVrijwel alle werken hebben de intentie tot aansporing. Charles zei daarom: "Apocalyptic was essentially ethical". Het Testament van de Twaalf Patriarchen is eigenlijk vooral een moraalprediking. De Openbaring van Johannes wijdt 2 hoofdstukken aan parenese (hoofdstuk 2 en 3) en de Openbaring van Henoch bevat in 94 - 105 weeroepen over zondaars en vermaning tot volharding bij rechtvaardigen.

### Openbaring van geheimen
Het is een revelatie van geheimen, dingen die voorbij het gewone spectrum van menselijke kennis liggen. God geeft aan uitgezochte profeten of heiligen een instructie wat betreft verborgen kwesties, hetzij dingen totaal buiten de menselijke ervaring, of slechts gebeurtenissen in de menselijke geschiedenis die nog niet zijn uitgekomen.
Enkele geheimen van de hemel worden in meer of minder detail onthuld, bijvoorbeeld de doelstellingen van God; de akten en de kenmerken van engelen en kwade geesten; de verklaring van natuurlijke fenomenen; het verhaal van Verwezenlijking en de geschiedenis van vroege mensheid; dreigende gebeurtenissen, vooral die verbonden aan de toekomst van Israël; het eind van de wereld; het definitieve oordeel en het lot van de mensheid; de Messiaanse periode; beelden van hemel en hel. In het Boek van Enoch, de uitvoerigste joodse apocalyps, omvat de revelatie elk van deze elementen.

### Onthulling door een droom of een visie
De verborgen wijsheid wordt onthuld door middel van een visioen of een droom. Wegens de eigenaardige aard van het onderwerp, is dit klaarblijkelijk de meest natuurlijke literaire vorm. Voorts worden de manier van de openbaring, en de ervaring van wie het ontvangt, over het algemeen min of meer prominent gemaakt. Het element van geheimzinnigheid, vaak prominent in het visioen zelf, wordt aangekondigd door de inleidende gebeurtenissen. Enkele blijvende eigenschappen van de 'apocalyptische traditie' worden verbonden aan de omstandigheden van het visioen en de persoonlijke ervaring.
Het primaire voorbeeld van apocalyptische literatuur in de Hebreeuwse Bijbel is het boek Daniël. Als Daniël na lang vasten de oever van een rivier bereikt, verschijnt hem een hemels figuur en revelatie volgt (Daniël 10:2). Johannes, in de Revelatie van het Nieuwe Testament (1:9 e.v.), heeft een gelijkaardige ervaring, die in zeer gelijkaardige woorden wordt verteld. Vergelijk ook het eerste hoofdstuk van de Griekse Apocalyps van Baruch; en de Syriac Apocalyps, vi.1ff, xiii.1ff, lv.1-3

### Engelen brengen revelatie
De introductie van engelen als dragers van de revelatie is een terugkomende eigenschap. God spreekt niet persoonlijk, maar geeft Zijn instructies door middel van hemelse boodschappers, die als gids handelen.
Er is nauwelijks een voorbeeld te vinden van een ware apocalyps waarin de hulp van engelen in het geven van het bericht niet prominent wordt verteld. In de Veronderstelling van Mozes, die hoofdzakelijk uit een gedetailleerde voorspelling van de Israëlitische en joodse geschiedenis bestaat, wordt de aankondiging gegeven aan Jozua door Mozes, vlak vóór de dood van de laatstgenoemde. Zo ook, in de Sibylline Orakels, grotendeels een zuivere voorspelling van toekomstige gebeurtenissen, is de Sibylle de enige spreker. Maar geen van deze boeken kunnen echt voor apocalyptische literatuur in de smallere betekenis (zie verder) representatief worden genoemd.

### Zaken van de toekomst
In typische apocalyptische literatuur is de belangrijkste zorg van de schrijver de toekomst. De apocalyps is hoofdzakelijk profetisch, gewoonlijk met een duidelijk godsdienstig doel: om het goed van God met de mens te behandelen en Zijn uiteindelijke doeleinden te tonen. De schrijver presenteert, soms zeer levendig, een beeld van komende gebeurtenissen, vooral die verbonden aan het eind van het huidige tijdperk. Aldus, in sommige geschriften wordt het onderwerp vaag beschreven.

### Geheimzinnigheid of fantasie
Het element van geheimzinnigheid, duidelijk in zowel de materie als de manier van het schrijven, is een duidelijke eigenschap in elke typische apocalyps. De literatuur van visioenen en dromen heeft zijn eigen tradities, die opmerkelijk blijvend zijn; en dit feit wordt ongebruikelijk goed geïllustreerd in de groep joodse (of joods-christelijke) geschriften.
Deze apocalyptische kwaliteit blijkt het meest ronduit uit het gebruik van fantastische beeldspraak. De beste illustratie wordt geleverd door de vreemde levende schepselen die in veel visioenen voorkomen: 'dieren' met de eigenschappen van mensen, dieren, vogels, reptielen, of zuiver denkbeeldige wezens worden op een bepaalde manier gecombineerd die schrikwekkend en vaak grotesk is.

### Mystiek symbolisme
De apocalyptische kwaliteit blijkt ook uit het frequente gebruik van onverklaarbaar symbolisme. Dit wordt het opvallendst geïllustreerd in de bekende gevallen waar gematria wordt aangewend omwille van het verduisteren van de betekenis van de schrijver.

## Inhoud
Van vrijwel alle werken kan worden gezegd dat zij zich met het einde van de wereld bezighouden, dat in hun ogen nabij is. Vrijwel alle werken kennen symboliek van "weken", "dagen" of "jaren" (zie bijvoorbeeld Openbaring van 1 Henoch 91-93 of vergelijk Jubileeën met Leviticus 25). Om niet al te concreet te worden, worden soms onberekenheidsfactoren toegevoegd, zoals in Daniël 7:25: "tijd, tijden en een halve tijd".
Werken binnen dit genre maken uitputtend gebruik van beelden uit het Oude Testament en hun eigen omgeving om het decor van het einde van de wereld te bouwen. Daarnaast verschijnen de volgende zaken met grote regelmaat:
- De boze machten zullen tegen het wereldeinde al hun krachten nog eens bundelen om zich te handhaven. Chaotische toestanden in de wereld (oorlog, familieruzies, dwaalleraren) en in de natuur (honger, aardbevingen) worden in dit licht geplaatst.
- Te midden van deze chaos zal God verschijnen en orde op zaken stellen (als bij de schepping). Hij vaagt het oude weg en gaat zijn definitieve rijk stichten, soms met behulp van een heilsmiddelaar (Messias, hogepriester, Mensenzoon). In latere werken gaat hieraan nog een tussenfase vooraf, een "voorlopig aards rijk".
- God spreekt definitief zijn afschuw uit over de trouwelozen en zijn goedkeuring over de gehoorzamen in een laatste oordeel. De troon of tronen worden hiervoor in gereedheid gebracht. Soms laat JHWH de uitvoering over aan een vertegenwoordiger, bijvoorbeeld de Mensenzoon (Henoch 61:8-10).
- Het lot van de trouwelozen en gehoorzamen wordt uitvoerig belicht: vernietiging of foltering voor de eersten, een nieuw paradijs of nieuw Jeruzalem voor de laatsten.

Casper Labuschagne (1977, 2011) vatte het genre als volgt samen: 'Een apocalyptisch boek is een troostboek, ontstaan in een situatie van bedreigd bestaan en het houdt zich bezig met het einde en de ondergang van de wereld van de verdrukker. Daarbij gaat het niet om schrikaanjagende voorspellingen over het einde van ónze wereld, maar om een verwachting betreffende de ineenstorting van de vreemde overheersing waaronder men in de eigen tijd gebukt ging'. Hij zei erbij dat het apocalyptische bijbelboek Daniël 'een der meest misverstane en misbruikte boeken van het Oude Testament' was.

## Apocalyptische werken
De enige werken die voldoen aan de karakteristieken van dit genre die zijn opgenomen in de canon van de Bijbel zijn Daniël en Openbaring. Daarnaast zijn diverse werken in hetzelfde genre en uit hetzelfde tijdsgewricht bekend:
- Openbaring van Abraham (70 n.Chr. - 150 n.Chr.)[4]
- 2 Baruch, de Syrische openbaring van Baruch (70 n.Chr. - begin tweede eeuw)[5]
- 3 Baruch, de Griekse openbaring van Baruch (70 n.Chr. - begin tweede eeuw)
- Openbaring van Elia (eerste eeuw n.Chr.)[6]
- 4 Ezra, ook wel de (Joodse) Openbaring / apocalyps van Ezra genoemd (einde eerste eeuw n.Chr.)[7]
- Openbaring van Mozes, ook wel Leven van Adam en Eva genoemd (20 v.Chr. - 70 n.Chr.)[8]
- Apocalyps van Sefanja (100 v.Chr. - 70 n.Chr.)

Andere werken uit hetzelfde genre noemen zich "testament", zoals:
- Testament van de Twaalf Patriarchen[9]
- Testament van Adam
- Testament van Abraham

Daarnaast zijn van historisch belang het  Eerste boek van Henoch, (waarvan veel fragmenten al uit de tweede eeuw v.Chr. stammen) en de Sibillijnse orakelen (een collectie van joodse en christelijke teksten die ontstond tussen de 2e en 4e eeuw.). Met uitzondering van deze laatste verzameling zijn al deze geschriften op Palestijnse bodem ontstaan. Ze stonden in hoog aanzien bij de vroege christenen. Het Eerste boek van Henoch werd als canoniek beschouwd in de Brief van Barnabas (ca. 135) en door Tertullianus. 4 Ezra werd als canoniek beschouwd door Tertullianus, Clemens van Alexandrië en Ambrosius.
In de tweede eeuw was het genre nog zeer geliefd bij christenen, want er werden nog steeds vele apocriefen geschreven, zoals:
- Openbaring van Adam
- Eerste openbaring van Jacobus
- Tweede openbaring van Jacobus
- Openbaring van Paulus
- Gnostische Openbaring van Paulus
- Openbaring van Petrus[10]
- Gnostische Openbaring van Petrus
- Openbaring van Maria
- Openbaring van Stefanus

Ze beginnen meestal volgens het model van Marcus 13, waarbij Jezus op de Olijfberg zit en een leerling (Paulus, Petrus enz.) hem vraagt: "Heer, wanneer komt het einde en wat gebeurt er dan?"

## Verder lezen
- Inleiding van drs. A.P. van Schaik (1971): De Openbaring van Johannes, Romen, Roermond, blz. I-VII